# Batalla de Krasnohorivka
Com a part de la invasió russa d'Ucraïna, va tenir lloc una batalla entre les Forces Armades de Rússia i les Forces Armades d'Ucraïna pel control sobre la ciutat de Krasnohorivka, a 5 quilòmetres a l'oest de la ciutat de Donetsk. La lluita va començar el 8 d'abril de 2024. L'1 d'agost de 2024, les forces russes controlaven essencialment tota la ciutat a part dels afores del nord. El 9 de setembre de 2024, les forces russes van establir el control total sobre la ciutat.

## Antecedents
La ciutat de Krasnohorivka es troba a uns 5 km a l'oest de Donetsk, la capital de la República Popular de Donetsk, recolzada per Rússia des de 2014. Juntament amb Avdíivka i Màrinka, la ciutat va ser una de les tres principals fortaleses de l'exèrcit ucraïnès a la part occidental de Donetsk.
Després de la captura russa de Màrinka a finals de 2023 i la caiguda d'Avdíivka el febrer de 2024, Krasnohorivka va ser l'últim bastió d'Ucraïna que quedava en aquest sector de primera línia. L'estalvi relatiu de la ciutat en els dos primers anys de la guerra va canviar després de la caiguda de Màrinka i Avdíivka. Les forces russes van avançar marginalment al nord de Màrinka al voltant del 17 de febrer. Quatre dies més tard, una font russa va dir que les tropes russes van capturar alguns cinturons de bosc a l'oest de la mina de Trudovska, que havien estat capturats el 18 de juliol de 2023, aproximant-se als afores del sud de la ciutat.
Una font russa va declarar el 26 de febrer de 2024 que les forces russes van entrar a Krasnohorivka a través d'un barri residencial del sud i van arribar al carrer Shkilna / Parizkoi Komuni. Les imatges geolocalitzades van confirmar després de dos dies que elements de la 5a Brigada de Fusellers Motoritzats de Rússia / Brigada Oplot havien arribat als afores del sud de la ciutat. Els vehicles blindats s'utilitzaven per cobrir les tropes d'assalt i terra. La Milícia Popular del DNR va dir a més que les forces russes es van dirigir més cap al centre de la ciutat.
Al final, les tropes russes no van aconseguir consolidar posicions a la ciutat durant aquest atac. Es va informar que la 3a Brigada d'Assalt d'Ucraïna va expulsar les forces russes de la part sud-est de Krasnohorivka a finals del mes.

## Batalla

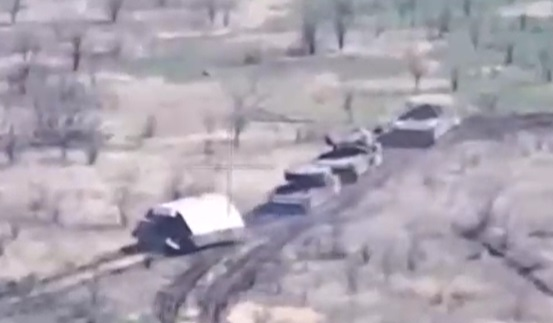
Atac de tanc "tortuga" russos en direcció a Krasnohorivka

El 8 d'abril, un assalt mecanitzat rus va aconseguir tornar a entrar a la part sud-est de la ciutat i avançar al llarg del carrer Vatutin. L'endemà, els ucraïnesos van muntar un contraatac que va ser capaç de recuperar algunes posicions perdudes. Entre el 10 i el 13 d'abril, les forces russes van aconseguir recuperar algunes posicions perdudes en el contraatac ucraïnès inicial i, segons els informes, van continuar els avenços blindats cap a la planta refractària de Krasnohorivka (fàbrica de maons).
Entre el 15 i el 16 d'abril, les forces russes van capturar l'estació de tren, diversos edificis privats al voltant del carrer Zaliznitxna i la planta abandonada d'autoreparació al sud de la ciutat. La Milícia Popular del DNR va declarar a més que sis helicòpters d'atac van ajudar als assalts russos. També el 16 d'abril, va aparèixer un vídeo de dron que mostrava un "tanc de tortuga" rus que vagava lliurement pel sud de Krasnohorivka i avançava fins als carrers Istoritxna i Akhtirskoho, just al sud de la planta refractària. El tanc va ser capaç de sortir amb èxit de les instal·lacions de la ciutat.
El 25 d'abril, fonts russes van informar que gairebé tot el sud de Krasnohorivka havia estat capturat com a material geolocalitzat del mateix dia, mostrant un soldat rus hissant la bandera russa dins d'un dels edificis més al sud de la fàbrica de maons.
El 27 d'abril, imatges geolocalitzades van confirmar un avanç rus cap al cercle de trànsit també al centre de Krasnohorivka.
El 4 de maig, es va informar que les forces russes havien capturat la fàbrica de maons, la principal fortificació de la ciutat. Això va ser corroborat generalment per vídeos que mostraven la plantació de banderes russes en edificis de la part nord de la fàbrica.
Entre el 8 i el 9 de maig, fonts russes van dir que les tropes russes van trencar les defenses ucraïneses a l'est de Krasnohorivka. Les declaracions inicials van ser que el carrer Pershe Travnia (1 de maig) va ser completament capturat i que els russos van arribar a les primeres cases del carrer Txaikovski, aquest últim ajudat per imatges geolocalitzades. Una font llavors va afirmar que un atac des del sud avançava a través del carrer Sovietska i entre el carrer Soniatxna i el carrer Tsentralni, suposadament atrapant un nombre de soldats ucraïnesos en fortificacions als afores de l'est. En el procés, les tropes russes van establir un punt de suport al Solnechni Microraion. La nova línia de defensa ucraïnesa seria empesa de nou cap a l'est de Microraion, el complex hospitalari i les àrees de l'Agricultural College. Mentrestant, un portaveu del grup operacional-estratègic Khortitsia d'Ucraïna va dir que les seves unitats, principalment la 59a brigada, havien bloquejat els russos dins de la planta refractària.

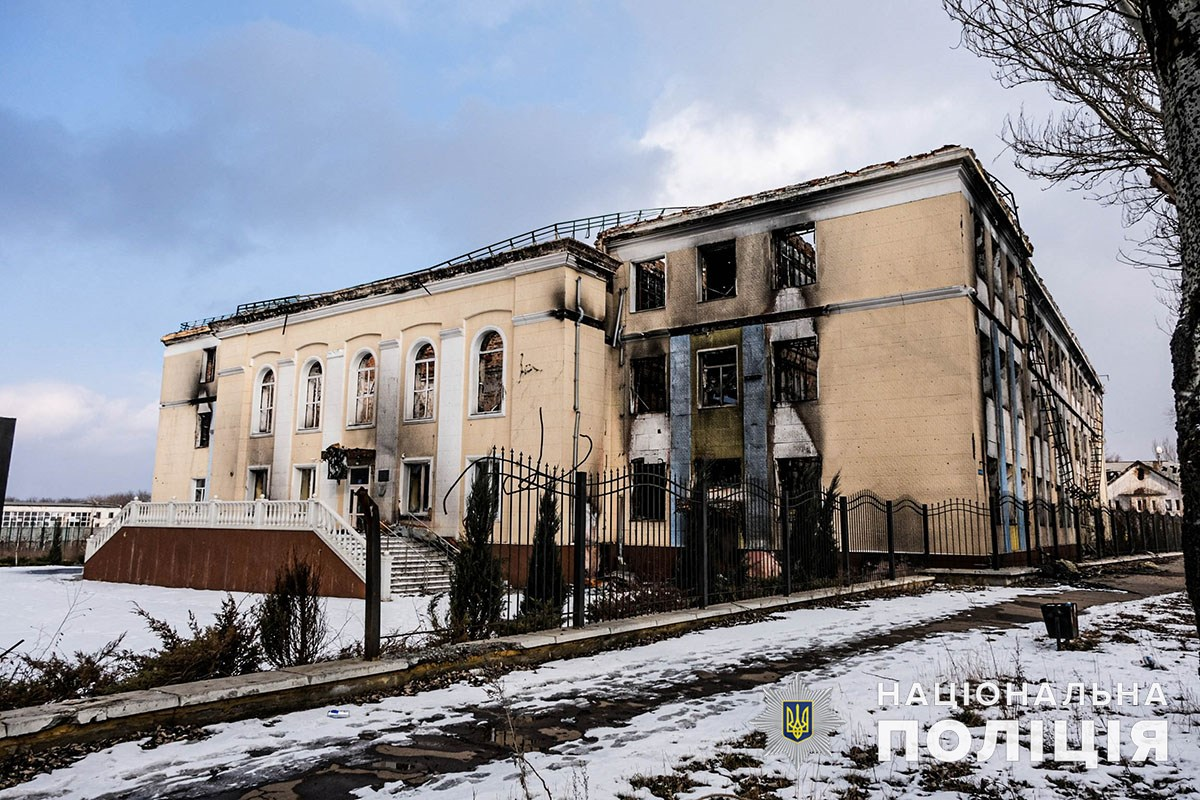
L'escola número 2 després d'un bombardeix

El 12 de maig un comandant adjunt ucraïnès va informar que les forces russes porten roba de civil per entrar a Krasnohorivka per disfressar-se de locals ucraïnesos i després posar-se uniformes militars ucraïnesos en entrar a l'assentament. El dret internacional defineix aquestes accions com a perfidia, que és un acte prohibit.
El 13 de maig segons els informes, les forces russes van continuar avançant cap a l'oest i el sud-oest de la ciutat de Donetsk el 13 de maig. Diversos worblogs russos van afirmar que les forces russes avançaven cap al centre de Krasnohorivka, i un warblog afirmava que les forces russes van avançar fins a tres quilòmetres prop de Krasnohorivka.
Entre el 22 i el 23 de maig, algunes fonts ucraïneses i russes van dir que Rússia va capturar la base de la granja Alexandrovskoie, una zona de magatzem, als afores occidentals de la ciutat. L'endemà, les forces russes havien capturat l'Escola número 2, just al nord del carrer Tsentralna, al centre de Krasnohorivka.
El 13 de juny, els bloggers russos van afirmar que els elements de la 5a i la 110a brigada de fusells motoritzats russos van continuar avançant a l'oest de Krasnohorivka i al nord de la planta refractària a la part nord de l'assentament.
El 24 de juny els Warblogs russos van afirmar que les forces russes van avançar dins de Krasnohorivka, tot i que ISW no ha observat proves visuals d'aquesta afirmació.
El 3 de juliol, Rússia va avançar a través del carrer Akademik Korolev a la part central de la ciutat, i fonts russes van reclamar el mateix dia un nou avanç rus a través de diversos carrers.
El 6 de juliol, fonts russes van afirmar que Rússia havia avançat substancialment a la ciutat, però aquestes afirmacions van ser denegades per l'Institut per a l'Estudi de la Guerra.
El 10 de juliol, es va confirmar que les forces russes havien avançat fins als carrers Meditxna i Belinskyi i, per tant, havien avançat cap a la part nord-est de la ciutat.
Les forces russes van guanyar més el 15 de juliol a la part occidental de la ciutat, i els avenços en els camps del sud-oest també van ser reclamats per fonts russes. Les fonts russes van afirmar el 16 de juliol que al voltant del 90% de la ciutat estava sota control rus, tot i que la ISW va refutar aquesta afirmació i va avaluar que això no era cert quan es referia a tots els límits de la ciutat.
El 20 de juliol, les tropes russes van obtenir més guanys a la part central de la ciutat.
Entre els dies 26 i 27 de juliol, les forces russes havien avançat cap al nord de Krasnohorivka, i a través de nous avenços a l'oest i al nord, només van deixar la part nord-oest de la ciutat sota control ucraïnès. Les imatges geolocalitzades publicades el 26 de juliol que mostren les forces russes aixecant una bandera russa al nord de Krasnohorivka (a l'oest de la ciutat de Donetsk) indiquen que les forces russes van avançar recentment a l'assentament, i els bloggers russos van afirmar que les forces russes també van avançar a l'oest de Krasnohorivka.
L'1 d'agost, la ISW va declarar que les forces russes, després d'haver confiscat parts dels afores del nord-oest encara sota control ucraïnès, "controlen essencialment tota la ciutat".
El 11 d'agost fonts russes van afirmar que les forces russes van avançar al nord-oest de Krasnohorivka, dins de Kostiantinivka, i prop de Pobieda, però ISW no ha observat la confirmació d'aquestes afirmacions.
Un blogger rus va afirmar el 6 de setembre que elements de la 110a Brigada de Rifles Motoritzats de Rússia van avançar al nord de Krasnohorivka, i la ISW ho va confirmar el dia 7, el mateix dia un warblog rus va afirmar que les forces russes també van avançar a l'oest de Krasnohorivka.
El 9 de setembre, imatges geolocalitzades van mostrar que les forces russes havien avançat per capturar l'última porció de Krasnohorivka, que tenia Ucraïna, prenent el control dels afores més occidentals de la ciutat. El Ministeri de Defensa rus va reclamar formalment el control complet de la ciutat l'endemà.

## Conseqüències
Les forces russes van avançar recentment pels camps a l'oest de Krasnohorivka enmig d'operacions ofensives contínues a l'oest de la ciutat de Donetsk. Les imatges geolocalitzades publicades el 12 de setembre indiquen que les forces russes recentment van avançar cap a Hostre (a l'oest de la ciutat de Donetsk) i probablement van avançar als camps immediatament al nord-est i sud-est de l'assentament.
El dia 22 de setembre DeepStateMap va indicar que les forces russes van avançar en 6 i 8 km al Sud-oest de Krasnohorivka.
Com a ciutat satèl·lit, Krasnohorivka funciona com a porta d'entrada a la capital regional de Donetsk. Molts residents de la població anterior a la guerra de la ciutat, de 16.000 habitants, solien treballar a les fàbriques locals de materials de la capital. Els analistes van declarar abans de la caiguda de la ciutat que una captura russa de la ciutat empenyria les forces ucraïneses fora del flanc occidental de la ciutat de Donetsk i obriria noves possibilitats perquè les forces russes avancessin cap a l'oest en direcció a Kurakhove.